# Марков, Константин Васильевич
Константи́н Васи́льевич Ма́рков (2 февраля 1883 — 2 марта 1952) — русский военный инженер, гражданский инженер-строитель, представитель северного модерна. 

## Биография
Родился в Одессе в офицерской семье.Окончил Инженерную академию в звании капитана. В 1905—1914 годах был уволен из армии. Сотрудничал с архитектором Владимиром Щуко.
Был директором правления АО «Ртутное и угольное дело А. Ауэрбах и К°» и Финляндского строительного общества, представителем Петербургской городской Думы. Будучи владельцем имения в Тиуруле на берегу Ладоги, тиурульский гнейс он использовал для облицовки домов в Санкт-Петербурге. В частности, тиурульским камнем облицованы здания на Каменноостровском проспекте № 63, 65, 67.

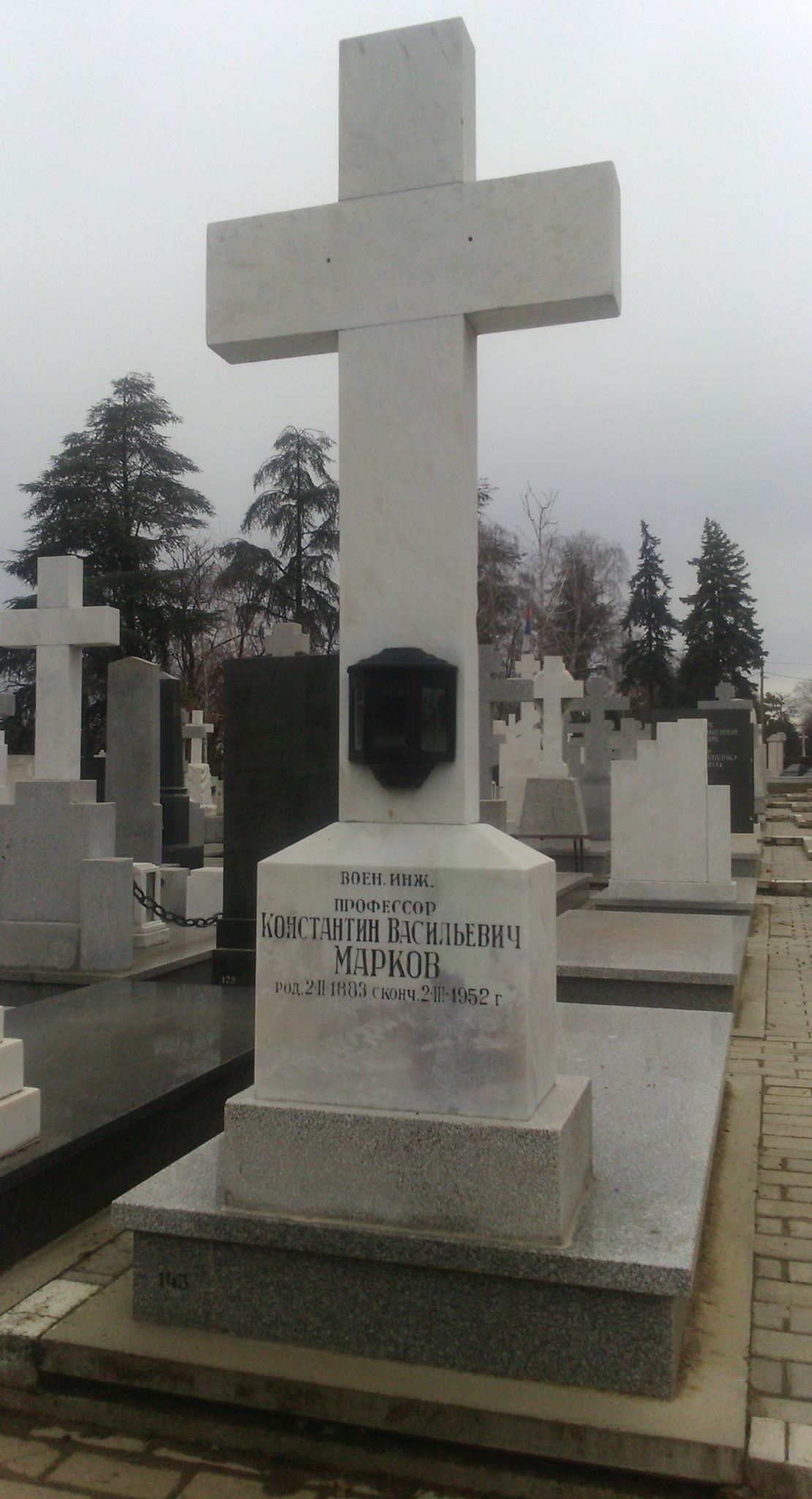
Могила К.В. Маркова на русском православном кладбище в Белграде. 2018 г.

В Первую мировую войну занимался укреплением крепостей на Западном Фронте. В 1918 году эмигрировал в Сербию, где работал строителем, затем преподавал технологию строительства в белградском университете.
Похоронен на русском православном кладбище в Белграде.

## Семья
Жена — Мария Ивановна (в дев. Досс).
- Сын К. К. Марков — географ, академик АН СССР[7].

## Проекты и постройки
- Собственный доходный дом. Каменноостровский проспект, 67 (1908—1909). Выявленный объект культурного наследия[8].
- Доходный дом. Каменноостровский проспект, 63 (строительство завершено В. А. Щуко в 1910—1911 годах[8][9]);
- Доходный дом. Каменноостровский проспект, 65 (строительство завершено В. А. Щуко в 1910—1911 годах[8][9]);
- Дом Финляндского акционерного общества молочной торговли (1910—1911) на ул. Профессора Попова, 7а;
- Доходный дом Кириаковых (1912) на набережной Обводного канала, 119/Бронницкой ул., 37.

## Галерея

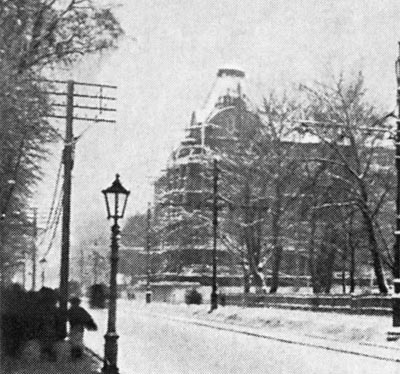
Доходный дом К. В. Маркова по Каменноостровскому пр., 67 в процессе строительства в 1908 г.
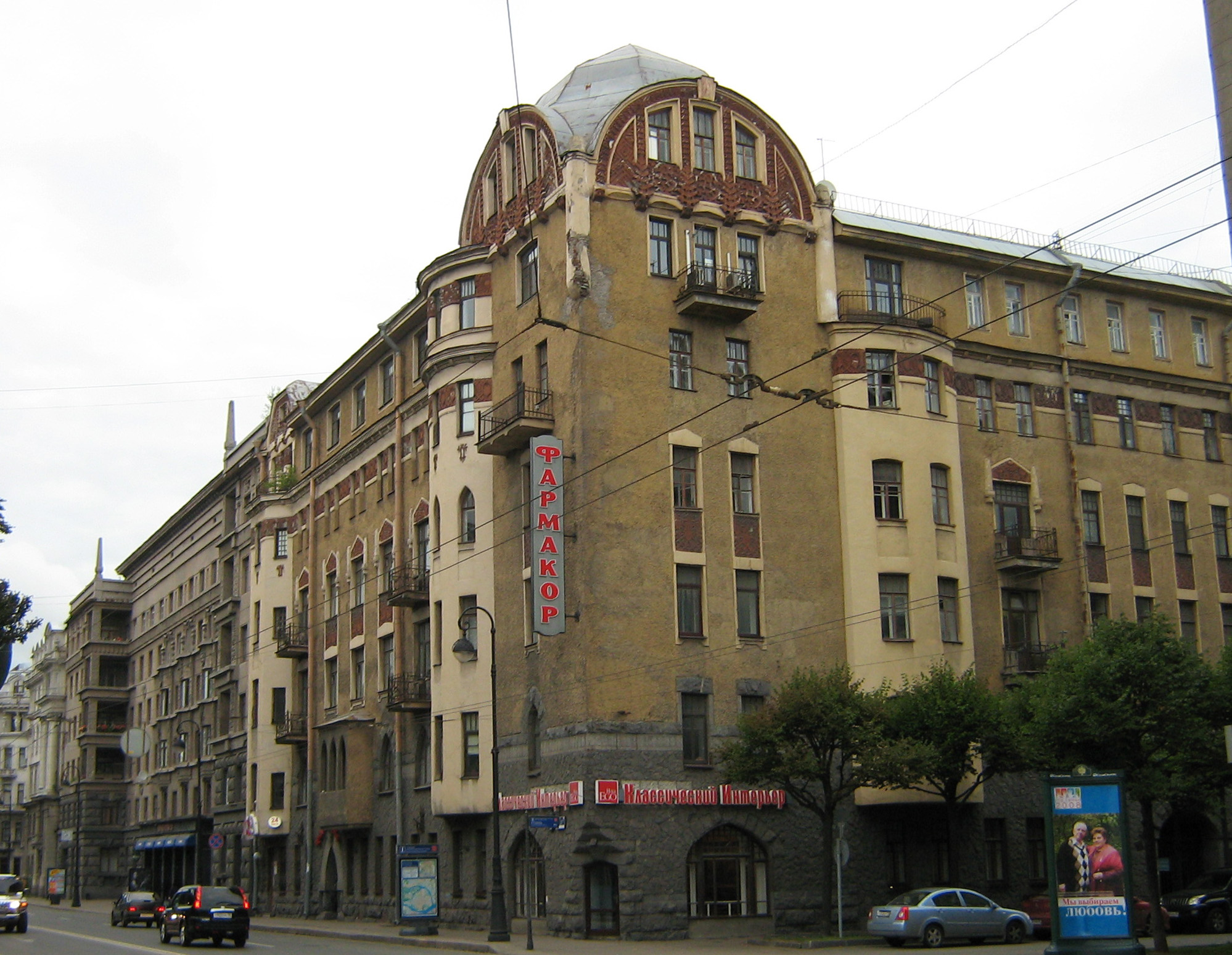
Доходный дом К. В. Маркова по Каменноостровскому пр., 67.
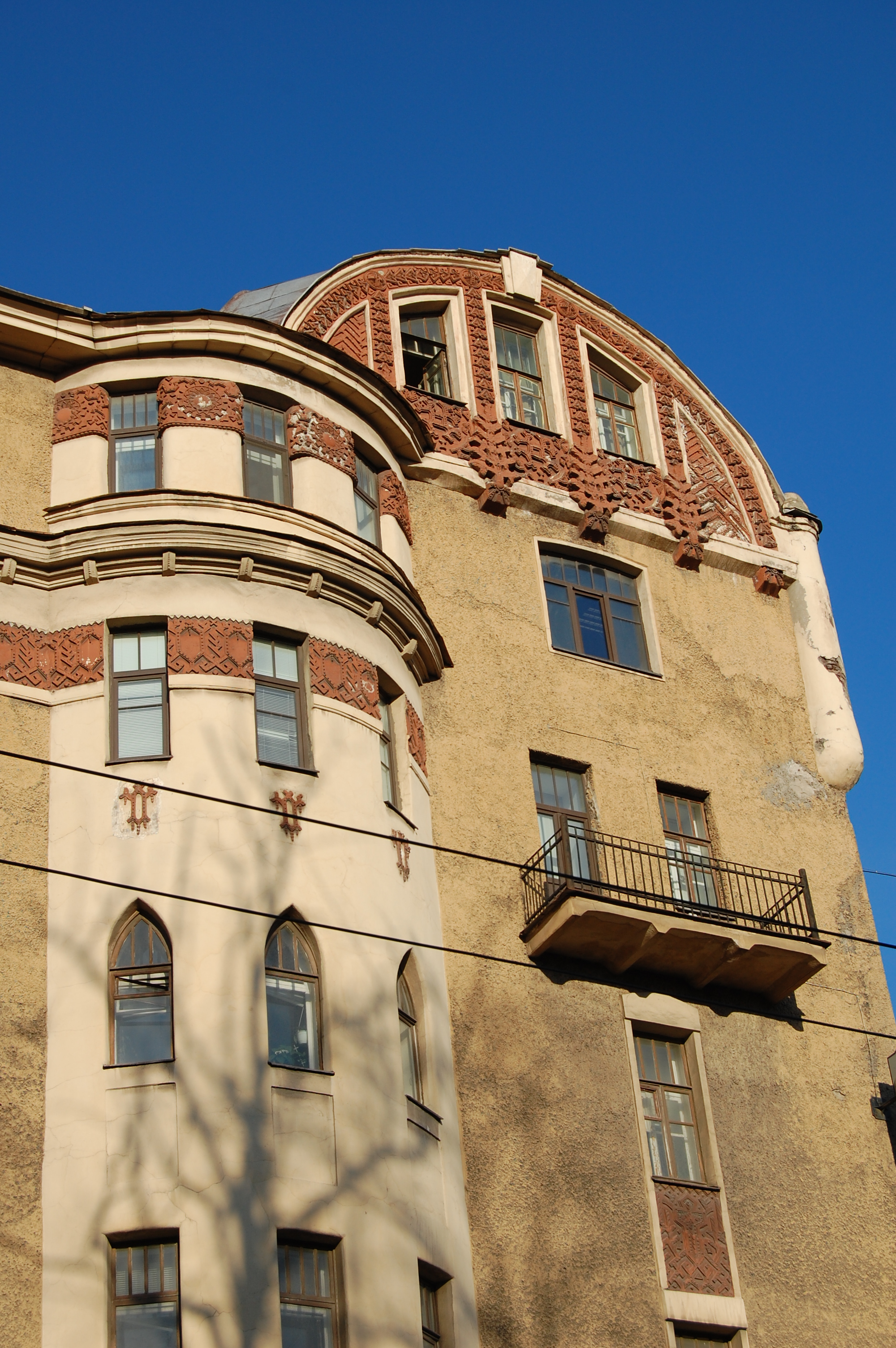
Доходный дом К. В. Маркова по Каменноостровскому пр., 67. Деталь.